# Tritania dilloni
Tritania dilloni – gatunek chrząszcza z rodziny kózkowatych i podrodziny zgrzypikowych. Jedyny przedstawiciel rodzaju Tritania.

## Zasięg występowania
Gatunek ten występuje w północnej części Ameryki Południowej, notowany w Wenezueli, Surinamie, Gujanie Francuskiej oraz północnej Brazylii (stan Pará).